# Phytoseius hongkongensis
Phytoseius hongkongensis är en spindeldjursart som beskrevs av Swirski och Shechter 1961. Phytoseius hongkongensis ingår i släktet Phytoseius och familjen Phytoseiidae. Inga underarter finns listade i Catalogue of Life.